# 차이나 걸 (1942년 영화)
《차이나 걸》(China Girl, A Yank In China, Burma Road, Over The Burma Road)은 미국에서 제작된 헨리 헤서웨이 감독의 1942년 영화이다. 진 티어니 등이 주연으로 출연하였고 벤 헥트 등이 제작에 참여하였다.

## 출연

### 주연
- 진 티어니
- 조지 몽고메리

### 조연
- 린 바리
- 빅터 매클래글렌
- 앨런 백스터
- 시그 루먼
- 마이론 맥코믹
- 로버트 블레이크
- 앤 페닝톤
- 필립 안
- 톰 닐
- 랄 챈드 메라
- 캠 통

## 기타
- 미술: 리처드 데이
- 미술: 위어드 이넨
- 의상: 얼 뤽